# Азнефтьяг (футбольный клуб)
«Азнефтьяг» Баку (азерб. «Azneftyağ» Bakı Futbol Klubu) — азербайджанский футбольный клуб из города Баку. Был основан в 1991 году.

## История

### Советский период
Клуб был создан в 1991 году под названием «Тарагги» Баку. В чемпионатах СССР участия не принимал.

### Новая история
В 1992 году после провозглашения независимости и начала проведения первого национального чемпионата, клуб дебютировал в Высшей лиге Азербайджана, заняв 9-е место среди 26 команд. Первым главным тренером бакинцев был опытный специалист Казбек Туаев. Бомбардирами клуба стали Самир Мамедов и Камиль Байрамов, записавшие в свой актив по 7 забитых мячей.
В 1993 года формат Высшей лиги Азербайджана был немного изменен. Команды были разбиты на 2 группы (по 10 в каждой). «Тарагги», переименованный в «Азнефтьяг», попал в группу «А», где занял 9-е место и в итоге опустился в Первую лигу.
В сезоне 1993/94 годов «Азнефтьяг» принял участие в Первой лиге чемпионата Азербайджана, по итогам заняв 1-е место в группе «А» и вновь получив право на выступления в высшем дивизионе.

## Статистика

### Чемпионат Азербайджана
| Сезон   | Дивизион        | М | Игр | Поб | Нич | Пор | М     | О  | Бомбардир                      |
| ------- | --------------- | - | --- | --- | --- | --- | ----- | -- | ------------------------------ |
| 1992    | Премьер-лига    | 8 | 36  | 13  | 6   | 17  | 38-53 | 7  | Самир Мамедов, Камиль Байрамов |
| 1993    | Премьер-лига    | 9 | 18  | 3   | 2   | 13  | 12-33 | 8  | Талех Мамедов                  |
| 1993/94 | Первый дивизион | 1 | 18  | 11  | 4   | 3   | 37-17 | 26 |                                |

### Кубок Азербайджана
| Сезон   | Этап        |
| ------- | ----------- |
| 1992    | 1/2 финала  |
| 1993    | 1/16 финала |
| 1993/94 | 1/8 финала  |

## Бывшие футболисты
Список игроков клуба в 1992 и 1993 годах.
| - Рамиз Саадатов - Самир Хаиров - Иманхан Султани - Гани Рзаев - Самир А. Мамедов - Физули Мамедов - Джамал Гусейнов - Самир Лютвалиев |  | - Асеф Аббасов - Талех Мамедов - Ровшан Гусейнов - Олег Смирнов - Джамаледдин Алиев - Азад Алиев - Руфат Гусейнов - Ильгар Асланов |  | - Мирбагир Исаев - Эльшан Гамбаров - Камиль Байрамов - Эльчин Меликалиев - Рауф Байрамов - Намиг Алиев - Юсиф Нифтуллаев - Заур Губадов |  | - Теймур Гиясбейли - Ровшан Мамедов - Вагиф Шерифов - Зарбаил Стрекашов - Сардар Абдуллаев - Рамазан Агаев - Джамаледдин Гаджиев - Махир Ейниев |  | - Намиг Мурадов - Аамуса-Альфред Сисей - Эхтибар Гамбаров - Насими Ахадов - Эльшан Худиев - Заур Худиев - Мубариз Набиев - Эльбрус Рзаев - Азер Гусейнов |  | - Рауф Мехдиев - Валех Гафаров - Мехман Гулиев - Мушвиг Гаджизаде - Гасан Гасанов - Ровшан Бабаев - Эльман Гусейнли - Бахтияр Муталлимов |

## Достижения
- Победитель Первой лиги Азербайджана (1993/94).
- 1/2 финала Кубка Азербайджана (1992).